# Жуковка (станция)
Жу́ковка — железнодорожная станция Брянского региона Московской железной дороги, находящаяся в городе Жуковке Брянской области.
Конечный пункт электрификации со стороны Брянска (электрифицировано 3 пути). Принимает и отправляет пригородные поезда Брянского и Рославльского направлений, поезда дальнего следования и грузовые составы.
Имеется три платформы: островная, транзитная боковая, тупиковая (два пути для электропоездов из Брянска).

## История

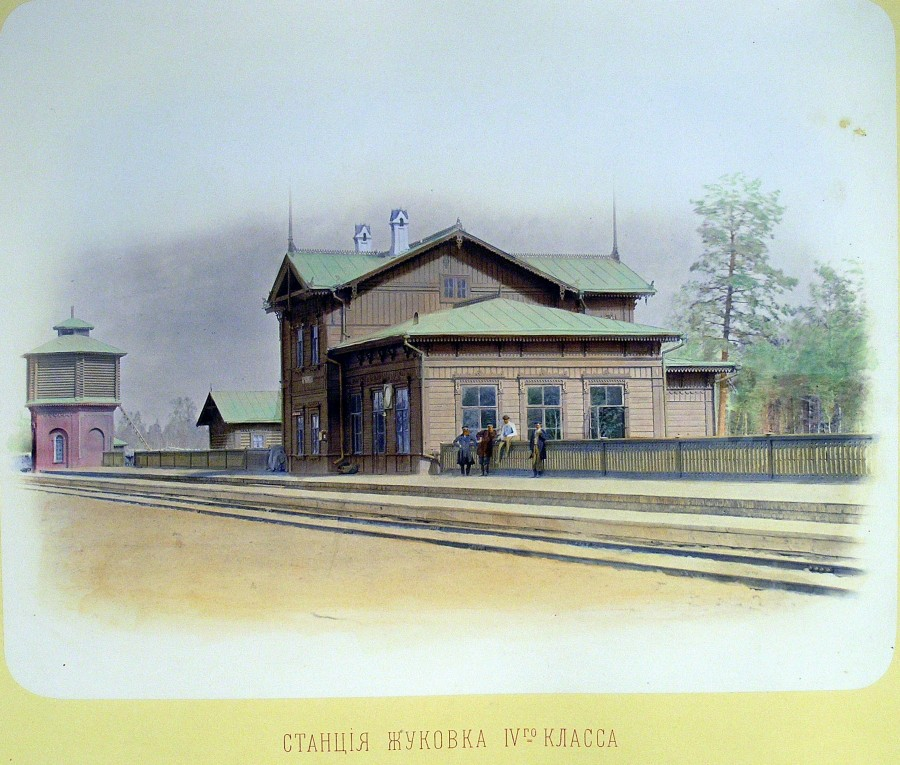
Довоенное здание станции

В 1867 году началось строительство железной дороги Орёл — Витебск. Паровозы от Брянска до Рославля без дозаправки углём и водой идти не могли. Для обслуживания поездов был построен полустанок Жуковка. 24 ноября (6 декабря) 1868 года первый поезд проследовал из Брянска в Рославль с остановкой на полустанке Жуковка.
В 1871 году полустанку был присвоен статус станции. Жуковка была нанесена на карту дорог России. В 1879—1880 годах был построен вокзал с буфетом. В 1878—1881 годах началось строительство железной дороги Жуковка — Акуличи — Людинка (Клетня).
В 1894 году Орловско-Витебская железная дорога стала государственной.
В Жуковке была построена железнодорожная школа. В 1930-е годы у железнодорожников была своя баня, столовая, железнодорожный магазин, паровозное депо. К станции был приписан шпалопропиточный завод.
После войны началось восстановление разрушенной станции. Первоначально под вокзал был приспособлен старый пассажирский вагон, затем появилось деревянное здание, а вслед за ним в 1953 году был пущен в строй новый кирпичный вокзал, построенный по типовому проекту (действует по сей день). 3 августа 1966 года на станцию прибыл первый электропоезд ЭР9п из Брянска.
В 2000 году дизель-поезда Д1 на участке Жуковка — Рославль были заменены на автомотрисы АЧ2.
До 2006 года существовал пригородный поезд Жуковка — Клетня, состоявший из единственного плацкартного вагона и ТЭМ2. В 2006 году на Клетнянской ветке движение было временно закрыто, но через неделю восстановлено. С 1 ноября 2010 года пассажирское сообщение на Клетнянской ветке не действует.

## Движение
| Пригородное сообщение по станции | Пригородное сообщение по станции | Пригородное сообщение по станции | Пригородное сообщение по станции |
| № поезда                         | Маршрут движения                 | № поезда                         | Маршрут движения                 |
| -------------------------------- | -------------------------------- | -------------------------------- | -------------------------------- |
| Пригородный                      | Жуковка — Брянск                 | Пригородный                      | Брянск — Жуковка                 |
| Пригородный                      | Рославль — Жуковка               | Пригородный                      | Жуковка — Рославль               |
| Экспресс                         | Смоленск — Брянск                | Экспресс                         | Брянск — Смоленск                |

| Круглогодичное обращение поездов | Круглогодичное обращение поездов | Круглогодичное обращение поездов | Круглогодичное обращение поездов |
| № поезда                         | Маршрут движения                 | № поезда                         | Маршрут движения                 |
| -------------------------------- | -------------------------------- | -------------------------------- | -------------------------------- |
| 359                              | Адлер — Калининград              | 360                              | Калининград — Адлер              |

| Сезонное обращение поездов | Сезонное обращение поездов | Сезонное обращение поездов | Сезонное обращение поездов |
| № поезда                   | Маршрут движения           | № поезда                   | Маршрут движения           |
| -------------------------- | -------------------------- | -------------------------- | -------------------------- |
| 467                        | Адлер — Смоленск           | 468                        | Смоленск — Адлер           |